# Port Hueneme
Port Hueneme ist eine Stadt im Ventura County im US-Bundesstaat Kalifornien mit 21.954 Einwohnern (Stand: 2020). Das Stadtgebiet hat eine Größe von 12,1 km².
Der Wahlspruch des Ortes lautet: „Port Hueneme: The Friendly City By The Sea“.

## Kultur

### Veranstaltungen
Seit 1998 findet alljährlich das Strandfest Hueneme Beach Festival statt. Zur Unterhaltung gibt es Live-Musik, Fahrten, Spiele, Attraktionen, Essen, Verkaufsstände und Ausstellungen.

## Persönlichkeiten
- Philip Bard (1898–1977), Mediziner, Physiologe und Hochschullehrer
- Peter Donlon (1906–1979), Ruderer